# Treubiomyces
Treubiomyces — рід грибів родини Chaetothyriaceae. Назва вперше опублікована 1909 року.